# Dordżsürengijn Sumjaa
Dordżsürengijn Sumjaa (ur. 11 marca 1991 w Baruunturuun) – mongolska judoczka rywalizująca w kategorii wagowej do 57 kg. Wicemistrzyni olimpijska z 2016 w tej kategorii wagowej. Brązowa medalistka mistrzostw świata (2015). Mistrzyni Azji (2016) i Uniwersjady (2015). Dwukrotna olimpijka (2012 i 2016).
Sumjaa wielokrotnie stawała na podium najważniejszych imprez międzynarodowych. W 2016 zdobyła srebrny medal Letnich Igrzysk Olimpijskich 2016 w kategorii wagowej do 57 kg. W igrzyskach olimpijskich startowała również 4 lata wcześniej, jednak wówczas odpadła w 1. rundzie i została sklasyfikowana ex aequo na 16. pozycji. W 2015 zdobyła indywidualnie i drużynowo brązowe medale mistrzostw świata. Rok wcześniej z kolei zdobyła srebro w rywalizacji drużynowej. W 2015 została mistrzynią Uniwersjady. W 2014 zdobyła brązowy medal igrzysk azjatyckich. Trzykrotnie indywidualnie stawała na podium mistrzostw Azji – w 2016 została mistrzynią kontynentu, a w 2012 i 2013 zdobywała brązowe medale. W 2016 zdobyła także srebro w rywalizacji drużynowej.
W 2010 została mistrzynią Azji juniorów. Osiągała również sukcesy na arenie krajowej – zdobywała tytuły mistrzyni kraju w 2015 i 2016, wygrywała również w mistrzostwach Mongolii juniorów.